# Molophilus (Molophilus) insanus
Molophilus (Molophilus) insanus is een tweevleugelige uit de familie steltmuggen (Limoniidae). De soort komt voor in het Afrotropisch gebied.